# Tipula (Yamatotipula) fenestrella
Tipula (Yamatotipula) fenestrella is een tweevleugelige uit de familie langpootmuggen (Tipulidae). De soort komt voor in het Palearctisch gebied.